# Moliden
Moliden är en tätort i Mo distrikt i Örnsköldsviks kommun, Västernorrlands län och kyrkbyn i Mo socken, Ångermanland, belägen vid Moälven cirka 20 kilometer nordväst om Örnsköldsvik. 

## Historia
På 1500-talet anlades den första kvarnen vid ett tillopp till Moälven. Vid slutet av samma århundrade anlades även en av två kronosågar i Ångermanland här.[källa behövs]
År 1759 anlades ett sågverk med stockfångstprivilegier i Söderåfors i Moälven mellan Mellansel och Gottne, ungefär sju kilometer uppströms Mo. Det flyttades 1779 till Mo. År 1817 blev Johan Wikner från Härnösand delägare i sågverket, som då var en finbladig såg med tre sågramar. Efter att Johan Wikner avlidit 1822 övertogs firman av sonen Olof Johan samt bokhållaren J.C. Kempe, som gift sig med Johan Wikners dotter Anna Catharina. Sågverket övertogs helt och hållet av firma Joh. Wikner & Co 1824. År 1836 blev J.C. Kempe ensam ägare till firman, inklusive sågverket i Mo. Tio år senare anlades i Mo även en smedja för tillverkning av stångjärn och manufaktur, främst för den lokala marknaden. När J.C. Kempe avled 1872 bildades Mo och Domsjö AB. Verksamheten i Mo bestod fram till 1895, då den nya ångsågen på Norrbyskär – även kallad Mo ångsåg – togs i drift. Merparten av arbetarna från Mo vattensåg flyttade dit.
Under 1700- och 1800-talen fanns i Mo en vattensåg och ett järnbruk som blev ursprunget till Mo och Domsjö AB. 

### Befolkningsutveckling
| Befolkningsutvecklingen i Moliden 1950–2020             | Befolkningsutvecklingen i Moliden 1950–2020 | Befolkningsutvecklingen i Moliden 1950–2020 | Befolkningsutvecklingen i Moliden 1950–2020 | Befolkningsutvecklingen i Moliden 1950–2020 |
| ------------------------------------------------------- | ------------------------------------------- | ------------------------------------------- | ------------------------------------------- | ------------------------------------------- |
|                                                         |                                             |                                             |                                             |                                             |
| År                                                      |                                             |                                             | Folkmängd                                   | Areal (ha)                                  |
| 1950                                                    | 1950                                        |                                             | 290                                         | ##                                          |
| 1960                                                    | 1960                                        |                                             | 256                                         |                                             |
| 1965                                                    | 1965                                        |                                             | 248                                         |                                             |
| 1970                                                    | 1970                                        |                                             | 218                                         |                                             |
| 1975                                                    | 1975                                        |                                             | 250                                         |                                             |
| 1980                                                    | 1980                                        |                                             | 266                                         |                                             |
| 1990                                                    | 1990                                        |                                             | 349                                         | 63                                          |
| 1995                                                    | 1995                                        |                                             | 345                                         | 63                                          |
| 2000                                                    | 2000                                        |                                             | 319                                         | 63                                          |
| 2005                                                    | 2005                                        |                                             | 323                                         | 63                                          |
| 2010                                                    | 2010                                        |                                             | 300                                         | 63                                          |
| 2015                                                    | 2015                                        |                                             | 300                                         | 67                                          |
| 2020                                                    | 2020                                        |                                             | 288                                         | 66                                          |
| Anm.: ## Som tätort/befolkningsagglomeration 1920–1950. |                                             |                                             |                                             |                                             |

## Samhället
I Moliden finns Mo kyrka och några meter därifrån intill Moälven finns Mo Bruks industri kulturhistoriska plats, Mo & Domsjö ABs vagga. På Rättargården finns nu ett Museum och Café.  
En av Sveriges största dansbanor ligger i utkanten av Moliden, som är öppen sommartid.

## Idrott
Molidens IK bildades 1923 med målsättningen att samla idrottsintresserade i Moliden och byarna omkring. Klubben har sedan dess alltid varit aktiv. Fotboll har varit den dominerande sporten med ett herrlag (division 6, 2013) och senare även med ett damlag (division 2, 2013).
Klubben har även en skidsektion som årligen arrangerar skidloppet Molidenrännet. Dessutom erbjuder klubben bland annat innebandy och bordtennis som träningsalternativ. Molidens IK äger en idrottsplats med fotbollsplaner (både gräs och grus), en skidanläggning med elljusspår, klubbhus samt är även ägare till dansbanan.